# Pomnik ku czci pomordowanych pracowników młyna w Toruniu
Pomnik ku czci pomordowanych pracowników młyna w Toruniu – pomnik upamiętniający zamordowanych w dniach 16-17 maja 1941 roku pracowników młyna, podejrzanych o udział w sabotażu przygotowanym przez Polską Armię Powstania dnia 12 maja 1941 roku. Znajduje się w budynku dawnego młyna zbożowego Rychtera (ob. Centrum Nowoczesności Młyn Wiedzy), przy ul. Tadeusza Kościuszki w Toruniu. Składa się z dwóch tablic i znicza w formie koła młyńskiego. W 1967 roku odsłonięto okrągłą tablicę, w 1986 roku prostokątną. Oryginalne płyty skradziono w 2007 roku. Na ich miejscu w 2008 roku odsłonięto kopię.